# Lach Dennis
Lach Dennis är en by i civil parish Lach Dennis and Lostock Green, i distriktet Cheshire West and Chester, i grevskapet Cheshire, i England. Byn är belägen 5 km från Northwich. Byn nämndes i Domedagsboken (Domesday Book) år 1086, och kallades då Lece.